# Г0й
Г0й (англ. g0y, gØy, g-zero-y — читается как «гой», или «гзирой»; на втором месте в слове «г0й» находится цифра 0, а не буква «о») — самоназвание представителей субкультуры. Г0и определяют себя как мужчины, не идентифицирующие себя в качестве гомо- или бисексуала, но и не подпадающие под характеристики гетеросексуальной идентичности, так как они имеют сексуальные отношения с другими мужчинами. В подобном типе отношений между мужчинами считаются приемлемыми объятия, поцелуи в губы, обмен ласками, фрот, глубокие поцелуи, взаимная мастурбация, межбедренный секс и даже фелляция, при этом они избегают анального секса, рассматриваемого как барьер или понятийный предел данной идентичности.

## История
Слово «g0y» пишется через ноль или знак пустого множества между буквами G и Y. Подобное написание — своеобразный тайный шифр, действовавший в течение неопределённого срока, главным образом в пределах мужских братств в США. Шифр «g0y» и его значение стало достоянием гласности только после 2000 года, и его не следовало путать со словом «гой», происходящим из библейского иврита.
Г0й-движение более социального характера зародилось в США в начале третьего тысячелетия и проповедует античную практику греческого гомоэротизма, этический кодекс платонизма и возвращение к древнеримской практике, где мужчины имели сексуальные отношения с мужчинами и однополые союзы существовали в течение четырёх веков. Придерживаясь данного мировоззрения, г0и не приемлют отождествления их с геями, или постановки их в один ряд с ЛГБТ-движениями, так как они не практикуют анальных сношений с другими мужчинами. Г0ям свойственно гомосексуальное или гомоэротическое поведение, но значительно отличающееся от поведения геев.
Г0и позиционирует себя в качестве альтернативы взглядам экс-геев на гомосексуальность и христианство. Они отстаивают мнение, согласно которому библейские запреты на гомосексуальные половые акты касались главным образом анального секса, и что между мужчинами не запрещены другие непроникающие формы интимной близости.

## Характеристики
Г0й-движение характеризуется следующим рядом факторов. Мужчина-г0й может поцеловать партнёра в рот, мастурбировать ему, практиковать гвинаж[неизвестный термин], взаимные ласки, а в некоторых случаях и фелляцию. Не поощряется анальный секс с другими мужчинами, так как в обществе г0ев эта сексуальная практика считается свойственной геям. Кроме того, они имеют отношения с женщинами, и занимаются анальным и вагинальным сексом только с женщинами. В движении также участвуют мужчины с исключительной гомосексуальностью. Некоторые г0и называют себя «гетерог0ями» и считаются промежуточной фазой между гетеро- и гомосексуалами. В научной терминологии г0и определяются как либеральные гетеросексуалы, или гетерофлексы. Г0й — не сексуальная ориентация, а сексуальное состояние, при котором идентификация основывается на поведении и мужских отношениях.